# 大谷光男
大谷 光男（おおたに みつお、1927年7月 - ）は、日本の歴史学者。二松学舎大学名誉教授。
金印の研究や暦の研究で業績をのこす。金印発掘口上書の研究や江戸時代以来の金印研究史の整理、東アジア史的視点からの中国・朝鮮・日本の冊封体制の研究、冊封と深く関わる暦史を研究した。

## 略歴・業績・受賞
東京府杉並に生まれ、1951年に早稲田大学文学部史学科を卒業。東京・昭和第一高校教諭を経て、二松学舎大学講師、助教授、文学部教授、二松学舎大学附属図書館館長。1980年「邪馬臺國時代の研究」で早稲田大学より文学博士の学位を取得。1998年定年退任、名誉教授。
栗原朋信の『秦漢史の研究』を批判的に継承し印章の文献史学的研究を深化させた。日本年代学会会長、東京都千代田区・杉並区文化財保護審議会委員、大東文化大学東洋研究所兼任研究員など。
2009年秋瑞宝中綬章受勲。

## 著作
- 『杉並の古文書目録』杉並区教育委員会 文化財シリーズ 1973-74
- 『金印 漢委奴国金印』（研究史）吉川弘文館 1974
- 『古代の暦日』（1976年、雄山閣）
- 『邪馬台国時代』（1978年、雄山閣　カルチャーブックス）
- 『金印ものがたり』（1979年、西日本図書館コンサルタント協会）
- 『東アジアの古代史を探る―暦と印章をめぐって―』（1999年、大東文化大学東洋研究所）
- 『金印再考：委奴国・阿曇氏・志賀島』（2014年、雄山閣）

### 共編著
- 『杉並区史跡散歩』東京史跡ガイド 嗣永芳照共著 学生社 1978
- 『日本暦日総覧 具注暦篇 中世前期』共編 本の友社 1992
- 『金印研究論文集成』編著（1994年、新人物往来社）
- 『旧暦で読み解く日本の習わし』監修 青春出版社 プレイブックスインテリジェンス 2003

## 論文
- Cinii